# Sede titolare di Etalonia
Etalonia (in latino: Etaloniensis) è una sede titolare soppressa della Chiesa cattolica.

## Storia
La sede di Etalonia (chiamata dalle fonti anche Costantina) corrisponde alla sede di Costanza di Arabia. Infatti i due vescovi greci menzionati dal Moroni e da Siria Sacra per questa diocesi sono i medesimi che Le Quien e Gams attribuiscono alla sede di Costanza. La sede inoltre è riportata dalle fonti come suffraganea dell'arcidiocesi di Bosra, che era la sede metropolitana della provincia romana di Arabia.
Ignara di questa identificazione, la Santa Sede ha istituito due sedi titolari distinte, che gli Annuari Pontifici dell'Ottocento collocano nella Celesiria. La sede di Etalonia è stata poi soppressa.

## Cronotassi dei vescovi titolari
- Eugénio Boto da Silva † (3 luglio 1741 - 19 aprile 1748 deceduto)
- Vicente da Gama Leão † (19 luglio 1756 - 1º ottobre 1791 deceduto)
- Wawrzyniec Bartłomiej Ignacy Antoni Raczyński, O.Cist. † (27 marzo 1809 - 1821 deceduto)
- William Bernard Ullathorne, O.S.B. † (12 maggio 1846 - 29 settembre 1850 nominato vescovo di Birmingham)
- Jean Sarrabeyrouse † (10 aprile 1851 - 15 ottobre 1877 deceduto)
- Luigi Carvelli † (28 febbraio 1879 - 23 gennaio 1880 succeduto vescovo di Potenza e Marsico Nuovo)
- Johannes Henricus Schaap, C.SS.R. † (10 settembre 1880 - 19 marzo 1889 deceduto)
- Giuseppe Izzo † (24 maggio 1889 - 3 aprile 1890 succeduto vescovo di Cava e Sarno)
- Charles Warren Currier † (16 giugno 1915 - 23 settembre 1918 deceduto)
- Léon-Auguste-Marie-Joseph Durand † (10 gennaio 1919 - 10 marzo 1919 nominato vescovo titolare di Tricomia)